# Le Breuil (Roine)
Le Breuil és un municipi francès situat al departament del Roine i a la regió d'Alvèrnia-Roine-Alps. L'any 2007 tenia 437 habitants.

## Demografia

### Població
El 2007 la població de fet de Le Breuil era de 437 persones. Hi havia 146 famílies de les quals 24 eren unipersonals (12 homes vivint sols i 12 dones vivint soles), 41 parelles sense fills, 69 parelles amb fills i 12 famílies monoparentals amb fills.
La població ha evolucionat segons el següent gràfic:
Habitants censats

### Habitatges
El 2007 hi havia 184 habitatges, 152 eren l'habitatge principal de la família, 17 eren segones residències i 14 estaven desocupats. 172 eren cases i 12 eren apartaments. Dels 152 habitatges principals, 109 estaven ocupats pels seus propietaris, 35 estaven llogats i ocupats pels llogaters i 9 estaven cedits a títol gratuït; 7 tenien dues cambres, 18 en tenien tres, 51 en tenien quatre i 76 en tenien cinc o més. 122 habitatges disposaven pel capbaix d'una plaça de pàrquing. A 59 habitatges hi havia un automòbil i a 84 n'hi havia dos o més.

### Piràmide de població
La piràmide de població per edats i sexe el 2009 era:
| Homes | Edats   | Dones |
| ----- | ------- | ----- |
| 0     | 95 o +  | 0     |
| 4     | 90 a 94 | 0     |
| 0     | 85 a 89 | 0     |
| 0     | 80 a 84 | 4     |
| 4     | 75 a 79 | 0     |
| 4     | 70 a 74 | 8     |
| 12    | 65 a 69 | 8     |
| 4     | 60 a 64 | 8     |
| 8     | 55 a 59 | 4     |
| 20    | 50 a 54 | 12    |
| 8     | 45 a 49 | 8     |
| 16    | 40 a 44 | 20    |
| 12    | 35 a 39 | 16    |
| 12    | 30 a 34 | 20    |
| 4     | 25 a 29 | 8     |
| 16    | 20 a 24 | 4     |
| 4     | 15 a 19 | 20    |
| 28    | 10 a 14 | 12    |
| 8     | 5 a 9   | 28    |
| 16    | 0 a 4   | 16    |

## Economia
El 2007 la població en edat de treballar era de 275 persones, 220 eren actives i 55 eren inactives. De les 220 persones actives 211 estaven ocupades (116 homes i 95 dones) i 9 estaven aturades (2 homes i 7 dones). De les 55 persones inactives 22 estaven jubilades, 19 estaven estudiant i 14 estaven classificades com a «altres inactius».

### Ingressos
El 2009 a Le Breuil hi havia 157 unitats fiscals que integraven 450 persones, la mediana anual d'ingressos fiscals per persona era de 19.111,5 €.

### Activitats econòmiques
Dels 18 establiments que hi havia el 2007, 5 eren d'empreses de construcció, 3 d'empreses de comerç i reparació d'automòbils, 1 d'una empresa de transport, 1 d'una empresa d'hostatgeria i restauració, 1 d'una empresa financera, 4 d'empreses de serveis i 3 d'empreses classificades com a «altres activitats de serveis».
Dels 5 establiments de servei als particulars que hi havia el 2009, 1 era un paleta, 2 fusteries, 1 restaurant i 1 saló de bellesa.
L'any 2000 a Le Breuil hi havia 18 explotacions agrícoles que ocupaven un total de 310 hectàrees.

## Equipaments sanitaris i escolars
El 2009 hi havia una escola elemental.

## Poblacions més properes
El següent diagrama mostra les poblacions més properes.